# Мануель Фелікс Діас
Мануель Фелікс Діас (ісп. Manuel Félix Díaz Guzman, нар. 10 грудня 1983 в Санто-Домінго, Домініканська Республіка) — домініканський боксер-професіонал, що виступав у напівсередній вазі, олімпійський чемпіон 2008 року.

## Любительська кар'єра
Першого успіху Діас досяг в 2002 році, вигравши золоту медаль на Іграх Центральної Америки і Карибського басейну.
В 2003 році на Панамериканських іграх, що проходили в Домініканській республіці, Діас виборов бронзову медаль, програвши у півфіналі кубинцю Маріо Кінделану — 12-16.

### Олімпійські ігри 2004
- 1/8 фіналу:Програв Серіку Єлеуову (Казахстан) — 28-16

На чемпіонаті світу 2007 програв у другому бою Каваті Масацугу (Японія).

### Олімпійські ігри 2008
- 1/16 фіналу:Переміг Едуарда Амбарцумяна (Вірменія) — 11-4
- 1/8 фіналу:Переміг Джона Джо Джойса (Ірландія) — 11-6
- 1/4 фіналу:Переміг Мортеза Сепахванд (Іран) — 11-6
- 1/2 фіналу:Переміг Алексіса Вастіна (Франція) — 12-10
- Фінал:Переміг Манус Бунжумнонга (Таїланд) — 12-4

## Професіональна кар'єра
29 червня 2009 року провів перший бій на профірингу. Після 17 переможних боїв 17 жовтня 2015 року зустрівся в бою з колишнім чемпіоном світу в першій напівсередній вазі за версією IBF американцем Ламонтом Пітерсоном і зазнав першої поразки рішенням більшості суддів.
Після двох наступних переможних боїв отримав змогу вийти на титульний бій проти об'єднаного чемпіона за версіями WBC та WBO в першій напівсередній вазі Теренса Кроуфорда, в якому зазнав другої поразки, відмовившись від продовження бою після 10 раунду.